# マルコ・アントニオ・フェリシアーノ
マルコ・アントニオ (Marco Antônio) こと、マルコ・アントニオ・フェリシアーノ（Marco Antônio Feliciano、1951年2月6日 - ）は、ブラジル・サンパウロ州サントス出身の元同国代表サッカー選手。ポジションはディフェンダー（サイドバック）。
ブラジル代表で長く活躍し、FIFAワールドカップに2大会連続で出場した。

## 経歴
ポルトゥゲーザでデビューを飾ると、1年後には強豪のフルミネンセFCに移籍し、7年間在籍した。

## 代表歴
国際Aマッチにキャリアを通じて38試合に出場した。これはエジムンドの37試合よりも多い数字である。また、1970 FIFAワールドカップ、1974 FIFAワールドカップなどに出場した。1970年大会では、控えとしてチームの優勝に貢献した。

## タイトル

### クラブ
フルミネンセFC
- カンピオナート・カリオカ：1969、1971、1973、1975

CRヴァスコ・ダ・ガマ
- カンピオナート・カリオカ：1977

### 代表
ブラジル代表
- FIFAワールドカップ：1970